# Pasar Lama (Kaur Selatan)
Pasar Lama is een bestuurslaag in het regentschap Kaur van de provincie Bengkulu, Indonesië. Pasar Lama telt 1162 inwoners (volkstelling 2010).